# Leelanau Township
Leelanau Township ist eine Civil Township in Leelanau County, Michigan. Das U.S. Census Bureau hat bei der Volkszählung 2020 eine Einwohnerzahl von 2048 ermittelt.

## Geographie
Laut dem United States Census Bureau hat die Township eine Fläche von 589,4 Quadratkilometern. Davon sind 127,5 Quadratkilometer Land und 461,9 Quadratkilometer Wasser. Die durchschnittliche Höhe beträgt 277 Meter über dem Meeresspiegel. Leelanau ist Teil eines Naturschutzprojektes.

## Bevölkerungsentwicklung
Laut einer offiziellen Schätzung hatte Leelanau Jahr 2015 2.234 Einwohner. Bei der offiziellen Volkszählung 2010 waren es 2.027 Einwohner, bei der Volkszählung im Jahr 2000 2.139 Einwohner.

## Klima
Leelanau Township liegt in der gemäßigten Klimazone und weist das ganze Jahr über hohe Niederschläge auf. Die Jahresdurchschnittstemperatur beträgt 7,2 Grad Celsius. Die jährliche Niederschlagsmenge im Durchschnitt 804 mm.

## Gliederung
Leelanau Township besteht aus Northport, einem Dorf am Grand Traverse Bay, Omena, einem gemeindefreien Gebiete, und Suttons Bay als Dorf teilweise Bestandteil des Südens der Township. Eine ehemalige Siedlung von 1883 bis 1908 war Gills Pier.